# Calf of Man
Calf of Man  (em manês:  Yn Cholloo), por vezes escrito Calf of Mann) é uma ilha de 250 hecares (2,5 km2) na costa sudoeste da Dependência da Coroa Britânica chamada Ilha de Man. Está separada da ilha de Man por um estreito canal chamado Calf Sound. Tal como os ilhéus rochosos próximos como Chicken Rock e Kitterland, faz parte da paróquia de Rushen. Tem dois habitantes ocasionais. A palabra 'Calf' provém do termo nórdico antigo "kalfr" que significa uma pequena ilha perto de uma maior.
A ilha tem uma população de aves da espécie bobo-pequeno (Puffinus puffinus).